# WHU – Otto Beisheim School of Management
Die WHU – Otto Beisheim School of Management ist eine privat finanzierte deutsche Wirtschaftshochschule im Universitätsrang mit Sitz in Vallendar bei Koblenz und einem weiteren Standort in Düsseldorf. Die Abkürzung WHU geht auf die Langform „Wissenschaftliche Hochschule für Unternehmensführung“ zurück, die mittlerweile jedoch nicht mehr verwendet wird. Der Zusatz „Otto Beisheim“ wurde dem Namen im Jahr 1993 zu Ehren ihres größten Förderers Otto Beisheim hinzugefügt. Gemäß internationaler Wertungen ist die WHU – Otto Beisheim School of Management eine der führenden Hochschulen in Europa im Bereich Wirtschaft.

## Gründung und Struktur

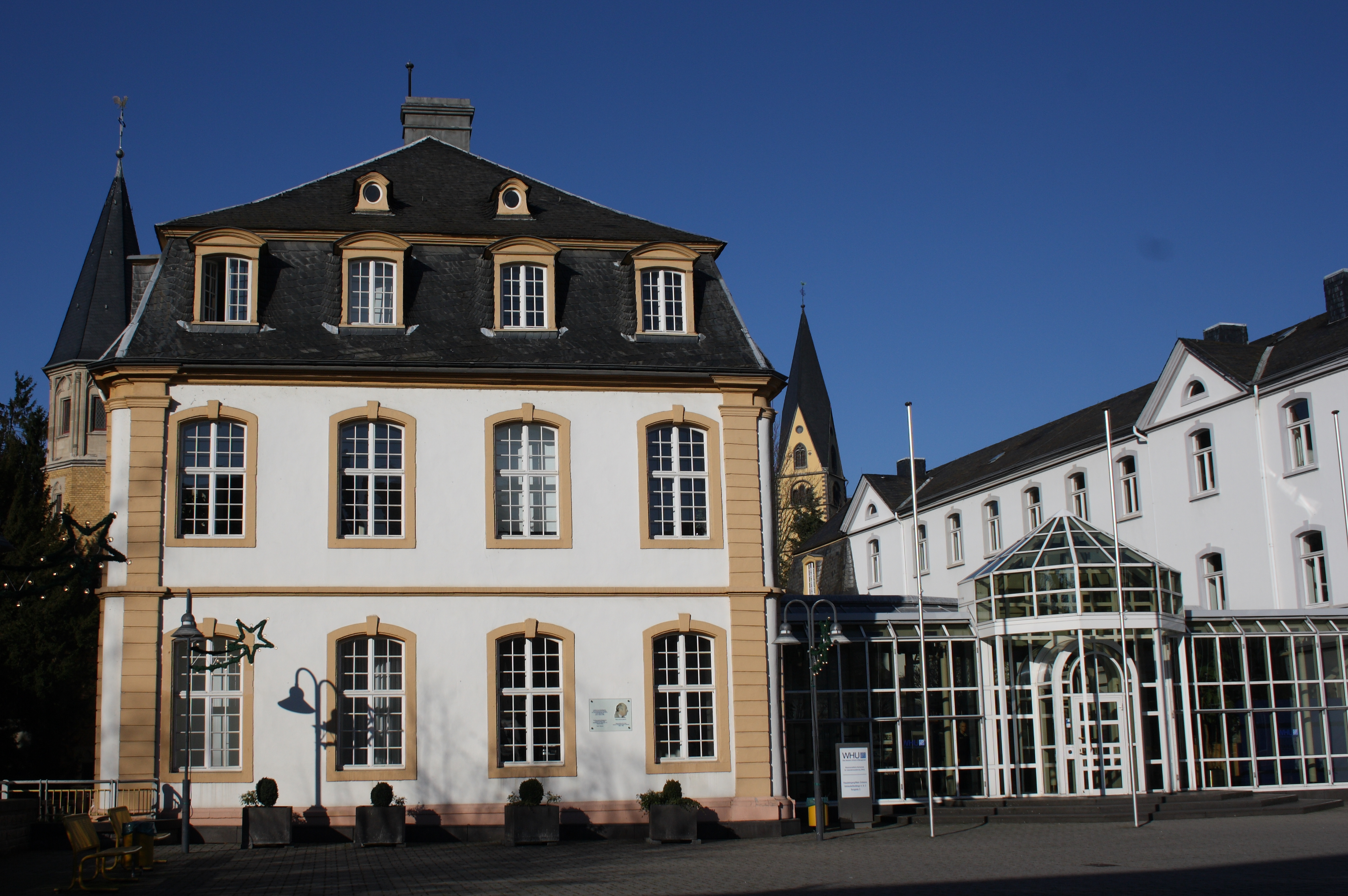
Marienburg in Vallendar, Sitz der WHU

Die WHU wurde 1984 auf Betreiben der Industrie- und Handelskammer zu Koblenz als Wissenschaftliche Hochschule, das heißt mit Universitätsrang, gegründet, welche auf einem „Grundkonzept einer unabhängigen, international ausgerichteten Elite-Hochschule zur Vorbereitung von Führungskräftenachwuchs für die Wirtschaft“ basierte. Sie wurde im selben Jahr durch das Wirtschaftsministerium Rheinland-Pfalz als wissenschaftliche Hochschule im Universitätsrang staatlich anerkannt und zog 1988 aus Koblenz-Karthause in die Marienburg im Zentrum Vallendars.
Gegenwärtig (Stand: September 2024) hat die WHU 2007 Studierende (inklusive Promotionsstudierende), die von 251 Mitarbeitenden und 59 Professoren (inklusive Juniorprofessoren) betreut werden. Die Fakultät beinhaltet unter anderem diverse Lehrstühle und Zentren. Zudem gibt es an der WHU das Institut für Management Accounting und Control (IMC), das Kühne-Institut für Logistikmanagement, das Institut für Industrieökonomik sowie das Institut für Familienunternehmen und Mittelstand (ifbm).

## Studienangebot
Bachelor of Science
Die WHU bietet zwei Bachelor-of-Science Programme an: den Bachelor in Internationaler Betriebswirtschaftslehre (BWL)/Management (BSc) sowie den Bachelor in Wirtschaftspsychologie (BSc). In beiden Bachelor-Studiengängen der WHU sind zwei (Auslands-)Praktika sowie ein Auslandssemester integriert. Die regulären Studiengänge umfassen 180 ECTS-Credits und dauern sechs Semester.
Master of Science
Die WHU bietet fünf Master-of-Science-Programme an: den Master in Management, den Master in Finance, den Master in Entrepreneurship, den Master in International Business sowie den Master in Business Analytics. Die Programme werden in zwei Tracks angeboten: einem 120-Credit-Track mit einer Dauer von 21 Monaten und einem 90-Credit-Track mit einer Dauer von 17 Monaten. Alternativ steht der Part-Time Master in Management (Master of Arts) zur Verfügung.
Vollzeit-MBA
Der Full-Time MBA in General Management zielt darauf ab, den Teilnehmer innerhalb von 12 Monaten auf die strategische Führung von Unternehmen vorzubereiten. Der Studienbetrieb findet auf dem WHU Campus Düsseldorf statt.
Teilzeit-MBA
Der Part-Time MBA in General Management richtet sich an Berufstätige, die ihre Kenntnisse in Betriebswirtschaft und Ökonomie ergänzen möchten. Das Studium findet 18 Monate lang samstags und sonntags am WHU Campus Düsseldorf statt.
Global Online MBA
Der Global Online MBA in General Management richtet sich an Berufstätige, die ihre Kenntnisse in Betriebswirtschaft und Ökonomie ergänzen möchten. Studierende können zwischen einem 18- oder 36-monatigen Studium wählen; alternativ können sie einzelne Zertifizierungen absolvieren.
Kellogg-WHU Executive MBA
Das Kellogg-WHU-EMBA-Programm wird von der WHU mit der Kellogg School of Management ausgerichtet. Es ist ein zweijähriges Teilzeitprogramm für Berufstätige mit mindestens acht Jahren Führungserfahrung.
Promotion und Habilitation
Das Promotionsstudium der WHU richtet sich an Diplom- und Masterabsolventen. Darüber hinaus ist in besonderen Einzelfällen eine Promotion für hervorragende Bachelorabsolventen möglich. Die WHU verleiht bei erfolgreichem Abschluss des Promotionsstudiums den Titel „Dr. rer. pol.“. Promovierte, die eine Laufbahn in Lehre und Forschung anstreben, können sich an der WHU habilitieren.

## Akkreditierungen
Alle Programme der WHU, bei denen ein akademischer Grad erworben wird, sind staatlich anerkannt und von der Foundation for International Business Administration Accreditation (FIBAA) akkreditiert. Außerdem ist die WHU nach den Systemen Association to Advance Collegiate Schools of Business (AACSB) und seit 1998 vom European Quality Improvement System (EQUIS) akkreditiert.

## Auswahlverfahren

### Bachelor of Science
Grundvoraussetzung sind neben dem Abitur oder einem vergleichbaren nationalen oder internationalen Schulabschluss der Nachweis sehr guter Englischkenntnisse sowie ein mindestens sechswöchiges Praktikum im kaufmännischen Bereich, welches bis Studienbeginn absolviert werden sollte. Die notenmäßig besten Bewerber werden zu einem wahlweise deutsch- oder englischsprachigen Assessment-Center eingeladen. Ein weiteres Viertel der Bewerber wird aufgrund ihres besonderen außerschulischen Engagements eingeladen. Die besten Teilnehmenden des Assessment-Centers erhalten daraufhin einen Studienvertrag.

### Master of Science
Die WHU lädt geeignete Bewerber zur Teilnahme an einem englischsprachigen Auswahlverfahren ein. Das Auswahlverfahren besteht aus zwei jeweils 30-minütigen Einzelinterviews sowie einem schriftlichen Test.

## Rankings
Im Fachgebiet „Business & Management Studies“ der QS World University Rankings von 2023 rangiert die WHU im weltweiten Vergleich auf Platz 128. Im Fachbereich „Accounting & Finance“ liegt die WHU im Rangbereich 100 bis 150. In einzelnen studiengangspezifischen Rankings der QS World University Rankings von 2023 bewegt sich die WHU gar auf zweistelligen Positionen.
So gelang es der WHU, sich unter den weltweit 296 berücksichtigten MBA-Programmen auf Rang 59 zu positionieren. Im deutschsprachigen Raum erreichten hier lediglich Mannheim Business School (Platz 43), die Frankfurt School of Finance & Management (Platz 45) und die Universität St. Gallen (Platz 51) höhere Platzierungen als die WHU. Rang 24 konnte die WHU im globalen Vergleich von 176 Master-in-Management-Programmen erreichen. Lediglich die Wirtschaftsuniversität Wien (Platz 10) und die Universität St. Gallen (Platz 21) schnitten in der DACH-Region besser ab. Beim Master in Finance steht die WHU 2023 auf Rang 24 unter 189 bewerteten Programmen. Im deutschsprachigen Raum erreichten beim Master in Finance lediglich die Wirtschaftsuniversität Wien (Platz 16) und die Universität St. Gallen (Platz 22) bessere Platzierungen als die WHU.

## Studentenschaft

### Stipendiaten
Die WHU weist mit einem Anteil von 2,2 Prozent den höchsten Anteil von Deutschlandstipendiaten aller Hochschulen in Rheinland-Pfalz auf. Bei der Vergabe werden Gesichtspunkte wie schulische Leistungen, andere Stipendien, Auszeichnungen, praktische Erfahrungen, eine etwaige Berufsausbildung, die relative Leistung im WHU-Auswahlverfahren sowie zusätzliche Belastungen (z. B. geringfügige Beschäftigung während der Schulzeit) mittels eines Punktesystems berücksichtigt.
Viele Studierende nutzen auch das Studiumsfinanzierungsangebot des Umgekehrten Generationenvertrages von Brain Capital. Während des Studiums müssen die Studierenden keine Studiengebühren zahlen, im Gegenzug leisten die Studierenden nach Abschluss des Studiums über 10 Jahre einen einkommensabhängigen Ausbildungsbeitrag.
Maximal 15 Prozent der Bachelor-Studierenden steht ein Freiplatz zur Verfügung. Bei der Vergabe der Freiplätze orientiert sich die WHU am Bundesausbildungsförderungsgesetz (BAföG). Voraussetzung für die Freiplatzberechtigung ist, dass von der Einkommens- und Vermögensseite aus ein BAföG-Anspruch besteht oder die Einkommensgrenze nur unwesentlich überschritten wird (Teilerlass).

### Studentische Initiativen
Studierende haben an der WHU unter anderem eine Vielzahl an studentischen Initiativen gegründet. Dazu gehören die Kongresse der Campus for…-Serie:
- Campus for Finance:[35] gegründet 2001, größter von Studenten organisierter Finanzkongress in Europa
- WHU – Campus for Supply Chain Management:[36] gegründet 2004, die Entwicklungen und Herausforderungen im Supply Chain Management werden aus unterschiedlichen Perspektiven betrachtet.
- WHU – Campus for Controlling:[37] gegründet 2008, Tagung, die sich an Controlling-Experten richtet.
- Campus for Strategy and Leadership: gegründet 2008, an Führungskräfte gerichtete Konferenz zu aktuellen strategischen Fragestellungen.
- WHU – Campus for Marketing: gegründet 2010, in Vorträgen und Podiumsdiskussionen werden unterschiedliche Perspektiven des Marketings aufgezeigt und diskutiert.
- WHU – Campus for Sales:[38] gegründet 2012, Managementkonferenz für Entscheidungsträger im Vertrieb und in der Geschäftsführung.
- WHU – Campus for Family Business:[39] gegründet 2017, Konferenz für Unternehmerfamilien.
- WHU – Campus for Corporate Transformation (wurde von Serden Özcan, Inhaber des Lehrstuhls für Innovation and Corporate Transformation (Otto Beisheim-Endowed Chair) an der WHU – Otto Beisheim School of Management in Düsseldorf und durch Martin Glaum, Inhaber des Lehrstuhls für International Accounting an der WHU – Otto Beisheim School of Management in Vallendar gegründet.)[40]

Weitere studentische Initiativen sind:
- forumWHU – Wirtschaft in der Verantwortung:[41] gegründet 2003, jährlich im November stattfindender Kongress, der sich um Fragen der gesellschaftlichen Verantwortung der Wirtschaft dreht.
- 3 Day Startup – WHU Founders Bootcamp:[42] aus den USA stammendes Gründerevent in Zusammenarbeit mit der RWTH Aachen.
- WHU Benefizkonzerte
- BusinessMeetsTech – Tech at WHU:[43] gegründet 2019, für Technikinteressierte.
- confluentes – die studentische Unternehmensberatung der WHU[44]
- Diversity & LGBT at WHU[45]
- FEM – Female Leadership at WHU[46]
- Hochschulmusikverein WHU
- Hochschulsportverein WHU 1985 Koblenz e. V. (HSSV)
- WHU Kaizen Martial Arts
- IdeaLab! – WHU Founders' Conference:[47] gegründet 2000, für Gründer und Gründungsinteressierte.
- RCDS – Hochschulgruppe Vallendar.
- SAIDIA Consulting – die studentische pro-bono Unternehmensberatung der WHU[48]
- SensAbility – The WHU Impact Summit:[49] gegründet 2010, möchte Studierende aller Fachrichtungen für gesellschaftliche Fragestellungen und Sozialunternehmertum sensibilisieren und zu eigenem sozialem Handeln inspirieren.
- SmartUp! – The WHU Entrepreneur Network:[50]
- Sozio-Ökologische Hochschulgruppe – Förderung der gesellschaftspolitischen Bewusstseinsbildung an der WHU
- Start-Up Academy by WHU:[51]
- Studentenverbindungen: AV Confluentia, gegründet 1997, für Herren und ADV Vivacitas, gegründet 2011, für Damen, siehe auch: Liste der Studentenverbindungen in Koblenz
- Studentische Bühne der WHU
- TEDxWHU:[52]
- Tradity e. V. [53]
- Vallendar Integration Program (VIP)
- WHU Debate Society (Opinio)
- WHU Entrepreneurship Roundtable:[54]
- WHU Euromasters:[55] gegründet 1997, Sportfest für Business Schools.
- WHU Family Business Club:[56]
- WHU Finance Society e. V.:[57] Börsenverein an der WHU.
- WHU First Responder: gegründet 2003, Mitglieder leisten im Notfall in Vallendar erste Hilfe, bevor der professionelle Rettungsdienst eintrifft.
- WHU GenerationsCup
- WHU Golf
- WHU Inside Business – Videomagazin
- WHU MBA Consulting Club
- WHU Studenten Helfen e. V.:[58] gegründet 2004, ehrenamtlicher Verein mit regionalen und internationalen Projekten.
- WHU Women in Business:[59]

## Absolventen
Die Alumni-Vereinigung der WHU In Praxi – WHU Alumni Association ist über 30 Jahre alt und hat etwa 7.170 Mitglieder in rund 84 Ländern (Stand September 2024). Der Verein ist von ehemaligen Studierenden gegründet und selbst verwaltet. Die Vereinsziele sind die Unterstützung von Wissenschaft und Forschung an der WHU – Otto Beisheim School of Management, die Unterstützung der Studierenden der WHU und die Kontaktpflege der Ehemaligen untereinander. 2012 erhielt der unabhängige Verein im Rahmen des vom Dachverband alumni-clubs.net (acn) ausgelobten Alumni-Preises «Premium D-A-CH» die Auszeichnung für die beste «Integration der Ehemaligen in die Aktivitäten der Institution».
Zu den Absolventen zählen:
- Birgit Bohle, Personalvorstand und Arbeitsdirektorin der Deutschen Telekom AG
- Thomas Buberl, CEO der AXA Group
- Frauke Freifrau Marschall von Bieberstein, deutsche Universitätsprofessorin, Universität Bern
- Jan Heitmann, Pokerspieler
- Andreas Herrmann, Universitätsprofessor, Universität St. Gallen
- Verena Hubertz, Bundesministerin im Bundesministerium für Wohnen, Stadtentwicklung und Bauwesen[63]
- Christoph Israng, deutscher Diplomat
- Harley Krohmer, Schweizer Universitätsprofessor und Unternehmer, Universität Bern
- Ulrich Lichtenthaler, deutscher Wirtschaftswissenschaftler
- Andreas Nick, Mitglied des Deutschen Bundestages
- Margret Suckale, Mitglied des Aufsichtsrats der Deutschen Telekom AG
- Axel Wieandt, deutscher Bankmanager
- Saygin Yalcin, deutscher Unternehmer
- Oliver Zipse, Vorstandsvorsitzender der BMW AG, EMBA 1999
- Oliver Samwer, deutscher Unternehmer und Co-Gründer (Rocket Internet) (Jamba) (Alando) (Global Founders Capital)
- Annette Mann, CEO der Austrian Airlines[64]

## Kontroversen

### Vorwürfe unredlicher wissenschaftlicher Praxis gegen Lichtenthaler und Ernst
Der später an der Universität Mannheim tätige Wirtschaftswissenschaftler Ulrich Lichtenthaler promovierte und habilitierte an der WHU. Im Jahr 2012 wurde bekannt, dass in vielen seiner publizierten Schriften statistische Fehler auftauchten, was zu einer Depublikation der Schriften in den jeweiligen Journalen führte. Viele der betroffenen Aufsätze basierten auf dessen Dissertationsschrift. Darüber hinaus ist seine kumulative Habilitation betroffen. Neben Lichtenthaler ist auch dessen Doktorvater Holger Ernst von den Fehlern in den Arbeiten betroffen, da er mehrfach als paralleler Autor mit an den Veröffentlichungen gearbeitet hatte und Mitautor an diesen war.
Sowohl die Universität Mannheim als auch die WHU richteten daraufhin akademische Untersuchungskommissionen ein, um dem möglichen wissenschaftlichen Fehlverhalten nachzugehen. Der damalige WHU-Rektor Michael Frenkel kündigte „volle Transparenz“ in der Aufklärung des Sachverhalts an. Ursprünglich sollten erste Untersuchungsergebnisse bis Ende 2012 bekannt gegeben werden. Am 11. September 2013 wurde Lichtenthaler die an der WHU erlangte Lehrbefähigung aberkannt.

### Vorwürfe bezüglich der Lernkultur
Von Autor Benedikt Herles, der sein Studium an der WHU nach zwei Studiensemestern im Jahr 2005 abgebrochen hat, wird der Vorwurf erhoben, dass die Curricula u. a. Auswendiglernen und Schablonendenken fördern. Für seine Kritik am deutschen Hochschulsystem griff Herles aufgrund seiner persönlichen Studienerfahrungen exemplarisch auf die WHU zurück. Der ehemalige WHU-Student Mojtaba Sadinam, der im vierten Semester sein Studium an der WHU abbrach, um an der Johann Wolfgang Goethe-Universität Frankfurt am Main Philosophie und Geschichte zu studieren, kritisierte in ähnlicher Weise eine stark auf Leistung ausgerichtete Hochschulkultur. Nicht zuletzt nach dem Tod eines WHU-Studenten während eines Praktikums bei einer Londoner Investmentbank 2013 warnte der damalige WHU-Rektor Frenkel vor Überehrgeiz und Überarbeitung.

## Fakultätsmitglieder (Auswahl)
- Paul Achleitner (Honorarprofessor)
- Horst Albach (Honorarprofessor)
- Andreas Barckow (Honorarprofessor)
- Malte Brettel (Adjunct Professor)
- Klaus Brockhoff (1999–2004 Rektor und Lehrstuhlinhaber, seit 2005 Honorarprofessor)
- Holger Ernst
- Martin Fassnacht
- Fabiola Gerpott
- Martin Glaum
- Christian Hagist
- Ove Jensen
- Nadine Kammerlander
- Lutz Kaufmann
- Karl-Ludwig Kley (Honorarprofessor)
- Dirk Krüger (Honorarprofessor)
- Peter May (Honorarprofessor)
- Bolko von Oetinger (Honorarprofessor)
- Serden Özcan
- Klaus Rose (Honorarprofessor)
- Markus Rudolf (Vorsitzender des Vorstands der Wirtschafts- und Wissenschaftsallianz Region Koblenz e. V.)
- Utz Schäffer
- Sascha Leonard Schmidt
- Stefan Spinler
- Carl Marcus Wallenburg
- Mei Wang
- Jürgen Weber[74]
- Axel Wieandt (Honorarprofessor)

## Partnerhochschulen
Zu den rund 220 Partnerhochschulen der WHU gehören:
- Carnegie Mellon University, Tepper School of Business, Pittsburgh
- Columbia University, Graduate School of Business, New York
- City University of Hong Kong, College of Business, Hongkong
- Dartmouth College, Tuck School of Business, Hanover (New Hampshire)
- Instituto de Empresa, IE Business School, Madrid
- ESCP Europe, Paris
- Escuela Superior de Administración y Dirección de Empresas (ESADE), ESADE Business School, Barcelona
- Indian Institute of Management Ahmedabad, Ahmedabad
- Singapore Management University, Singapur
- Nanyang Technological University, Nanyang Business School, Singapur
- New York University, Leonard N. Stern School of Business, New York
- Northwestern University – Kellogg School of Management, Evanston
- Erasmus-Universität Rotterdam, Rotterdam School of Management, Rotterdam
- Sciences-Po, Paris, Paris
- Jiaotong-Universität Shanghai, Antai College of Economics and Management, Shanghai
- Handelshochschule Stockholm, Stockholm School of Economics, Stockholm
- Hong Kong University of Science and Technology, School of Business and Management, Hongkong
- University of North Carolina at Chapel Hill, Kenan-Flagler Business School, Chapel Hill
- Università Commerciale Luigi Bocconi, Mailand
- University of Michigan, Ann Arbor, Stephen M. Ross School of Business, Ann Arbor
- University of New South Wales, Australian Graduate School of Management, Sydney
- University of Southern California, Marshall School of Business, Los Angeles
- University of Texas at Austin, McCombs School of Business, Austin

Zu den fünfzehn Partnerhochschulen der Double Degree Programs zählen:
- EMLYON Business School, Lyon
- Emory University, Goizueta Business School, Atlanta
- Lancaster University, Lancaster
- Universität Peking, Guanghua School of Management, Peking
- Katholische Universität Portugal, Catolica Lisbon School of Business & Economics, Lissabon
- University of San Diego, San Diego
- University of Texas at Austin, McCombs School of Business, Austin
- York University, Schulich School of Business, Toronto